# اسلام در ونزوئلا

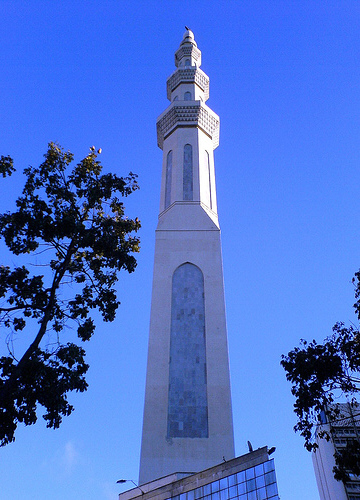
مسجد شیخ ابراهیم آل ابراهیم در کاراکاس دومین مسجد بزرگ آمریکای لاتین است.

ونزوئلا یک کشور عمدتاً مسیحی است و اسلام در این کشور یک دین اقلیت است. حدود ۸۰۰٬۰۰۰ مسلمان در ونزوئلا زندگی می‌کنند که ۲٫۴ درصد از جمعیت این کشور را تشکیل می‌دهند. ونزوئلا جمعیت مسلمان کم اما تأثیرگذاری دارد. بسیاری از آن‌ها عرب لبنانی، فلسطینی، سوری و ترک تبار هستند.
در ۲۰ ژوئیه ۲۰۰۶، ده‌ها نفر در کاراکاس به سمت سفارت اسرائیل راهپیمایی کردند تا علیه جنگ در لبنان تظاهرات کنند. اکثر آنها مسلمان ونزوئلا بودند، اما برخی از آنها عضو سازمان‌های طرفدار دولت بودند.